# Stazione di Wartenberg
La stazione di Wartenberg è una stazione ferroviaria di Berlino, capolinea della linea S75 della S-Bahn. La stazione, sita nel quartiere di Neu-Hohenschönhausen, prende nome dal limitrofo quartiere di Wartenberg.